# Eishockey-Oberliga 2012/13
Die Eishockey-Oberliga, die dritthöchste Spielklasse im deutschen Eishockey, wird in der Saison 2012/13 zum dritten Mal in vier regionalen Gruppen ausgespielt. Der Spielbetrieb in der Gruppe Süd wird vom Deutschen Eishockey-Bund organisiert, die Gruppe Nord vom Landeseissportverband (LEV) Niedersachsen, die Gruppe West vom LEV Nordrhein-Westfalen und die Gruppe Ost von LEV Berlin. Zum Ende der Saison spielen die drei nördlichen Gruppen eine Endrunde, bevor schließlich in gruppenübergreifenden Play-offs aller vier Oberligen der Meister und Aufsteiger in die 2. Eishockey-Bundesliga ausgespielt wird.

## Oberliga Nord
Die Oberliga Nord umfasst das Gebiet der Bundesländer Bremen, Hamburg, Mecklenburg-Vorpommern, Niedersachsen und Schleswig-Holstein. Der Spielbetrieb wird vom Landeseissportverband Niedersachsen organisiert.

### Festlegung der Teilnehmer
Aus der Oberliga Nord stieg die Mannschaft der EC Wedemark Scorpions sportlich ab und wurde durch die Ritter Nordhorn ersetzt. Die Harzer Wölfe Braunlage mussten Insolvenz anmelden und stiegen damit automatisch aus der Liga ab.
Bei der Ligatagung am 20. Mai 2012 in Hannover waren auch Vertreter der Langenhagen Jets anwesend, die ihr Interesse ausdrückten, als Nachrücker für die Harzer Wölfe in die Oberliga aufzusteigen. Das wurde aber aus finanziellen Gründen wieder verworfen.
Ursprünglich wollten sich die Crocodiles Hamburg aus der Liga zurückziehen, dann beschlossen sie aber doch teilzunehmen. Die Hannover Braves zogen sich Ende Juli aus der Oberliga Nord zurück.

### Modus
Die Mannschaften absolvieren zunächst eine Doppelrunde (24 Spieltage). Die besten vier Mannschaften qualifizieren sich für die Meisterrunde, die als Einfachrunde (6 Spieltage) ausgetragen wird. Die drei Mannschaften auf den Plätzen fünf bis sieben spielen in einer Einfachrunde (6 Spieltage) einen weiteren Teilnehmer für den DEB-Pokal – für diesen qualifiziert sich zusätzlich der 1. aus der Meisterrunde – aus. In beide Runden werden die Punkte aus der Vorrunde nicht mitgenommen.

### Vorrundentabelle
| Pl. | Mannschaft                 | Sp. | S  | OTS | OTN | N  | Pkt. | T   | GT  | Diff. |
| --- | -------------------------- | --- | -- | --- | --- | -- | ---- | --- | --- | ----- |
| 1.  | Rostock Piranhas           | 24  | 19 | 0   | 1   | 4  | 58   | 169 | 83  | +86   |
| 2.  | EHC Timmendorfer Strand 06 | 24  | 15 | 2   | 1   | 6  | 50   | 141 | 87  | +54   |
| 3.  | Hamburger SV               | 24  | 14 | 3   | 1   | 6  | 49   | 90  | 78  | +12   |
| 4.  | Adendorfer EC              | 24  | 13 | 1   | 0   | 10 | 41   | 110 | 94  | +16   |
| 5.  | Ritter Nordhorn (N)        | 24  | 7  | 0   | 4   | 13 | 25   | 90  | 106 | −16   |
| 6.  | Weserstars Bremen          | 24  | 7  | 0   | 0   | 17 | 21   | 95  | 143 | −48   |
| 7.  | Crocodiles Hamburg         | 24  | 2  | 1   | 0   | 21 | 8    | 58  | 162 | −104  |

Abkürzungen: Pl. = Tabellenplatz, Sp. = Spiele, S = Siege (3 Punkte), OTS = Siege nach Verlängerung oder Penaltyschießen (2 Punkte), OTN = Niederlagen nach Verlängerung oder Penaltyschießen (1 Punkt), N = Niederlagen (0 Punkte), Pkt. = Punkte, T = Tore, GT = Gegentore, Diff. = Tordifferenz, N = Neuling (Aufsteiger).

### Meisterrunde
| Pl. | Mannschaft                 | Sp. | S | OTS | OTN | N | Pkt. | T  | GT | Diff. |
| --- | -------------------------- | --- | - | --- | --- | - | ---- | -- | -- | ----- |
| 1.  | EHC Timmendorfer Strand 06 | 6   | 5 | 0   | 1   | 0 | 16   | 28 | 18 | +10   |
| 2.  | Rostock Piranhas           | 6   | 2 | 1   | 0   | 3 | 8    | 32 | 27 | +5    |
| 3.  | Hamburger SV1              | 6   | 1 | 1   | 1   | 3 | 6    | 19 | 28 | −9    |
| 4.  | Adendorfer EC1             | 6   | 2 | 0   | 0   | 4 | 6    | 22 | 28 | −6    |

Abkürzungen: Pl. = Tabellenplatz, Sp. = Spiele, S = Siege (3 Punkte), OTS = Siege nach Verlängerung oder Penaltyschießen (2 Punkte), OTN = Niederlagen nach Verlängerung oder Penaltyschießen (1 Punkt), N = Niederlagen (0 Punkte), Pkt. = Punkte, T = Tore, GT = Gegentore, Diff. = Tordifferenz.
Anm: 1 Bei Punktgleichheit entscheidet die Summe der Vergleiche gegeneinander

### Qualifikationsrunde für DEB-Pokal-Startplatz
| Pl. | Mannschaft          | Sp. | S | OTS | OTN | N | Pkt. | T  | GT | Diff. |
| --- | ------------------- | --- | - | --- | --- | - | ---- | -- | -- | ----- |
| 5.  | Ritter Nordhorn (N) | 4   | 3 | 0   | 0   | 1 | 9    | 25 | 16 | +9    |
| 6.  | Weserstars Bremen   | 4   | 2 | 0   | 0   | 2 | 6    | 23 | 20 | +3    |
| 7.  | Crocodiles Hamburg  | 4   | 1 | 0   | 0   | 3 | 3    | 20 | 32 | −12   |

Abkürzungen: Pl. = Tabellenplatz, Sp. = Spiele, S = Siege (3 Punkte), OTS = Siege nach Verlängerung oder Penaltyschießen (2 Punkte), OTN = Niederlagen nach Verlängerung oder Penaltyschießen (1 Punkt), N = Niederlagen (0 Punkte), Pkt. = Punkte, T = Tore, GT = Gegentore, Diff. = Tordifferenz.

## Oberliga Ost
Die Oberliga Ost umfasst das Gebiet der Bundesländer Berlin, Brandenburg, Sachsen, Sachsen-Anhalt und Thüringen. Ausrichter ist der Eissportverband Berlin.

### Festlegung der Teilnehmer
Der Meister der Regionalliga Ost ETC Crimmitschau 1b verzichtete auf den Aufstieg.
Nach dem Übertritt der Profimannschaft der Icefighters Leipzig in den Leipziger Eissportclub war lange unklar, ob die Betriebsgesellschaft eine Spiellizenz erhalten würde. Für einen Wechsel des Stammvereins war zur Übertragung der Oberligalizenz ebenso ein Übertritt von zwei Dritteln der Aktiven zum anderen Verein erforderlich. In letzter Minute gelang den Icefighters Leipzig eine Einigung mit dem alten Stammverein SV Fortuna Leipzig 02, um die nötigen Voraussetzungen zu schaffen, das weitere Startrecht in der Oberliga zu erhalten.

### Modus
Die neun teilnehmenden Vereine spielen vom 3. Oktober 2012 bis 17. Februar 2013 eine Doppelrunde. Die beiden ersten der Tabelle qualifizieren sich dann für die Endrunde der Nordgruppen. Die restlichen sieben Mannschaften spielen mit dem ETC Crimmitschau 1b vom 22. Februar 2013 bis 28. März 2013 die Pokalrunde Ost aus. Der Sieger der Pokalrunde qualifiziert sich für den DEB-Pokal 2013/14; außerdem dient die Pokalrunde als Relegationsrunde. Die Pokalrunde wird als Best-of-Five-Serie ausgetragen. Die Paarungen der Ersten Runde lauten: Dritter gegen den ETC Crimmitschau 1b, Vierter gegen Neunter, Fünfter gegen Achter und Sechster gegen Siebter.

### Vorrundentabelle
| Pl. | Mannschaft            | Sp. | S  | OTS | OTN | N  | Pkt. | T   | GT  | Diff. |
| --- | --------------------- | --- | -- | --- | --- | -- | ---- | --- | --- | ----- |
| 1.  | Saale Bulls Halle     | 32  | 25 | 3   | 0   | 4  | 81   | 181 | 74  | +107  |
| 2.  | Icefighters Leipzig   | 32  | 19 | 1   | 3   | 9  | 62   | 140 | 100 | +40   |
| 3.  | FASS Berlin           | 32  | 16 | 4   | 3   | 9  | 59   | 124 | 93  | +31   |
| 4.  | EHC Jonsdorfer Falken | 32  | 12 | 2   | 6   | 12 | 46   | 131 | 121 | +10   |
| 5.  | ELV Tornado Niesky    | 32  | 11 | 5   | 2   | 14 | 45   | 118 | 140 | −22   |
| 6.  | EHV Schönheide 09     | 32  | 10 | 4   | 4   | 14 | 42   | 114 | 126 | −12   |
| 7.  | Black Dragons Erfurt  | 32  | 9  | 3   | 4   | 16 | 37   | 114 | 136 | −22   |
| 8.  | Wild Boys Chemnitz    | 32  | 9  | 2   | 2   | 19 | 33   | 119 | 173 | −54   |
| 9.  | ECC Preussen Berlin   | 32  | 7  | 2   | 2   | 21 | 27   | 85  | 163 | −78   |

Abkürzungen: Pl. = Tabellenplatz, Sp. = Spiele, S = Siege (3 Punkte), OTS = Siege nach Verlängerung oder Penaltyschießen (2 Punkte), OTN = Niederlagen nach Verlängerung oder Penaltyschießen (1 Punkt), N = Niederlagen (0 Punkte), Pkt. = Punkte, T = Tore, GT = Gegentore, Diff. = Tordifferenz.

### Pokalrunde (Relegationsrunde)
Viertelfinale
Die Viertelfinales wurden vom 22. Februar 2013 bis zum 5. März 2013 ausgespielt.
|                   |   |                      | Serie | 1    | 2    | 3    | 4   | 5   |
| ----------------- | - | -------------------- | ----- | ---- | ---- | ---- | --- | --- |
| FASS Berlin       | – | ETC Crimmitschau 1b  | 3:0   | 11:2 | 18:0 | 13:0 | –   | –   |
| Jonsdorfer Falken | – | ECC Preussen Berlin  | 3:0   | 5:1  | 7:5  | 10:3 | –   | –   |
| Tornado Niesky    | – | Wild Boys Chemnitz   | 3:0   | 6:2  | 5:3  | 2:1  | –   | –   |
| EHV Schönheide 09 | – | Black Dragons Erfurt | 3:2   | 4:1  | 3:2  | 4:5P | 1:4 | 4:1 |

Halbfinale
Die beiden Halbfinales wurden vom 8. März 2013 bis zum 19. März 2013 ausgespielt.
|                   |   |                   | Serie | 1    | 2    | 3   | 4    | 5    |
| ----------------- | - | ----------------- | ----- | ---- | ---- | --- | ---- | ---- |
| Jonsdorfer Falken | – | Tornado Niesky    | 3:2   | 5:6  | 4:1  | 2:1 | 3:6  | 10:3 |
| FASS Berlin       | – | EHV Schönheide 09 | 3:1   | 2:3P | 4:3V | 4:2 | 3:2V | –    |

Finale
Das Finale wurde vom 22. März 2013 bis zum 28. März 2013 ausgespielt.
|             |   |                   | Serie | 1   | 2   | 3   | 4 | 5 |
| ----------- | - | ----------------- | ----- | --- | --- | --- | - | - |
| FASS Berlin | – | Jonsdorfer Falken | 3:0   | 6:5 | 5:2 | 2:1 | – | – |

## Oberliga West
Die Oberliga West umfasst das Gebiet der Bundesländer Hessen, Nordrhein-Westfalen, Rheinland-Pfalz und Saarland. Der Spielbetrieb wird vom Landeseissportverband Nordrhein-Westfalen organisiert.

### Festlegung der Teilnehmer
Im Gegensatz zum Vorjahr wird die Mannschaft aus Krefeld nur noch durch den Krefelder EV von 1981 organisiert.
Die Mannschaft des EHC Netphen ’08 stieg sportlich aus der Oberliga West ab und wurde durch den EHC Neuwied ersetzt. Am 23. Juni 2012 wurde die Ligazusammensetzung beschlossen.

### Modus
Die Mannschaften spielen bis Ende 2012 eine Einfachrunde.
Danach spielen die ersten acht Teams in einer sogenannten Endrunde die vier Teilnehmer an der Endrunde Nord aus, während die letzten vier Teams der Vorrunde mit den sechs besten Teams der Regionalliga West in einer sogenannten Pokalrunde um den Klassenerhalt spielen.

### Vorrundentabelle
| Pl. | Mannschaft              | Sp. | S  | OTS | OTN | N  | Pkt. | T   | GT  | Diff. |
| --- | ----------------------- | --- | -- | --- | --- | -- | ---- | --- | --- | ----- |
| 1.  | Kassel Huskies          | 22  | 18 | 3   | 0   | 1  | 60   | 210 | 40  | +170  |
| 2.  | Löwen Frankfurt         | 22  | 17 | 3   | 2   | 0  | 59   | 236 | 32  | +204  |
| 3.  | Rote Teufel Bad Nauheim | 22  | 18 | 1   | 3   | 0  | 59   | 162 | 35  | +127  |
| 4.  | Füchse Duisburg         | 22  | 13 | 1   | 1   | 7  | 42   | 113 | 59  | +54   |
| 5.  | Krefelder EV            | 22  | 9  | 2   | 2   | 9  | 33   | 69  | 108 | −39   |
| 6.  | Hammer Eisbären         | 22  | 8  | 1   | 2   | 11 | 28   | 96  | 105 | −9    |
| 7.  | Moskitos Essen          | 22  | 9  | 0   | 0   | 13 | 27   | 111 | 125 | −14   |
| 8.  | EHC Dortmund            | 22  | 8  | 0   | 2   | 12 | 26   | 86  | 113 | −27   |
| 9.  | Königsborner JEC        | 22  | 7  | 1   | 1   | 13 | 24   | 81  | 142 | −61   |
| 10. | Herforder EV            | 22  | 7  | 1   | 0   | 14 | 23   | 87  | 133 | −46   |
| 11. | Ratinger Ice Aliens     | 22  | 4  | 0   | 0   | 18 | 12   | 48  | 212 | −146  |
| 12. | EHC Neuwied (N)         | 22  | 1  | 0   | 0   | 21 | 3    | 50  | 246 | −196  |

Abkürzungen: Pl. = Tabellenplatz, Sp. = Spiele, S = Siege (3 Punkte), OTS = Siege nach Verlängerung oder Penaltyschießen (2 Punkte), OTN = Niederlagen nach Verlängerung oder Penaltyschießen (1 Punkt), N = Niederlagen (0 Punkte), Pkt. = Punkte, T = Tore, GT = Gegentore, Diff. = Tordifferenz, N = Neuling (Aufsteiger).

### Endrunde
| Pl. | Mannschaft              | Sp. | S  | OTS | OTN | N  | Pkt. | T   | GT | Diff. |
| --- | ----------------------- | --- | -- | --- | --- | -- | ---- | --- | -- | ----- |
| 1.  | Kassel Huskies          | 14  | 12 | 1   | 1   | 0  | 39   | 101 | 29 | +72   |
| 2.  | Löwen Frankfurt         | 14  | 11 | 1   | 2   | 0  | 37   | 97  | 27 | +70   |
| 3.  | Rote Teufel Bad Nauheim | 14  | 7  | 3   | 0   | 4  | 27   | 63  | 46 | +17   |
| 4.  | Füchse Duisburg         | 14  | 6  | 1   | 1   | 6  | 21   | 46  | 45 | +1    |
| 5.  | Moskitos Essen          | 14  | 4  | 0   | 0   | 10 | 12   | 50  | 79 | −29   |
| 6.  | Hammer Eisbären         | 14  | 3  | 0   | 2   | 9  | 11   | 46  | 73 | −27   |
| 7.  | Krefelder EV            | 14  | 2  | 2   | 1   | 9  | 11   | 37  | 78 | −41   |
| 8.  | EHC Dortmund            | 14  | 3  | 0   | 2   | 9  | 11   | 32  | 95 | −63   |

Abkürzungen: Pl. = Tabellenplatz, Sp. = Spiele, S = Siege (3 Punkte), OTS = Siege nach Verlängerung oder Penaltyschießen (2 Punkte), OTN = Niederlagen nach Verlängerung oder Penaltyschießen (1 Punkt), N = Niederlagen (0 Punkte), Pkt. = Punkte, T = Tore, GT = Gegentore, Diff. = Tordifferenz.

### Pokalrunde
| Pl. | Mannschaft               | Sp. | S  | OTS | OTN | N  | Pkt. | T   | GT  | Diff. |
| --- | ------------------------ | --- | -- | --- | --- | -- | ---- | --- | --- | ----- |
| 1.  | Herner EV (RL)           | 18  | 16 | 1   | 0   | 1  | 50   | 121 | 40  | +81   |
| 2.  | Herforder EV (OL)        | 18  | 14 | 0   | 1   | 3  | 43   | 138 | 64  | +74   |
| 3.  | Königsborner JEC (OL)    | 18  | 12 | 1   | 2   | 3  | 40   | 114 | 71  | +43   |
| 4.  | Grefrath Phoenix (RL)    | 18  | 12 | 0   | 0   | 6  | 36   | 97  | 65  | +32   |
| 5.  | Ratinger Ice Aliens (OL) | 18  | 9  | 1   | 0   | 8  | 29   | 107 | 110 | −3    |
| 6.  | Neusser EV (RL)          | 18  | 7  | 1   | 1   | 9  | 24   | 92  | 119 | −27   |
| 7.  | Dinslaken Kobras (RL)    | 18  | 6  | 2   | 0   | 10 | 22   | 58  | 82  | −24   |
| 8.  | EHC Neuwied (OL)         | 18  | 4  | 0   | 0   | 14 | 12   | 64  | 101 | −37   |
| 9.  | EHC Netphen ’08 (RL)     | 18  | 3  | 0   | 1   | 14 | 10   | 67  | 119 | −52   |
| 10. | EJ Kassel 1b (RL)        | 18  | 1  | 0   | 1   | 16 | 4    | 47  | 134 | −87   |

Abkürzungen: Pl. = Tabellenplatz, Sp. = Spiele, S = Siege (3 Punkte), OTS = Siege nach Verlängerung oder Penaltyschießen (2 Punkte), OTN = Niederlagen nach Verlängerung oder Penaltyschießen (1 Punkt), N = Niederlagen (0 Punkte), Pkt. = Punkte, T = Tore, GT = Gegentore, Diff. = Tordifferenz, OL = in der Vorrunde Oberliga, RL = in der Vorrunde Regionalliga.

## Oberliga-Endrunde der Nordgruppen
An der sogenannten Oberliga-Endrunde nehmen jeweils zwei Mannschaften aus den Oberligen Nord und Ost sowie vier Mannschaften aus der Oberliga West teil. Die acht Teilnehmer spielen in zwei Gruppen vier Mannschaften für die Aufstiegs-Play-Offs aus. Die Endrunde wird vom DEB organisiert und findet nach demselben Modus wie 2011/12  statt.

### Teilnehmer
| Gruppe A       | Gruppe A                   | Gruppe B       | Gruppe B                |
| 1. Gruppe West | Kassel Huskies             | 2. Gruppe West | Löwen Frankfurt         |
| 4. Gruppe West | Füchse Duisburg            | 3. Gruppe West | Rote Teufel Bad Nauheim |
| 1. Gruppe Nord | EHC Timmendorfer Strand 06 | 2. Gruppe Nord | Rostock Piranhas        |
| 2. Gruppe Ost  | Icefighters Leipzig        | 1. Gruppe Ost  | Saale Bulls Halle       |

### Endrundentabelle
| Gruppe A |                            |     |   |     |     |   |      |    |    |       |
| Pl.      | Mannschaft                 | Sp. | S | OTS | OTN | N | Pkt. | T  | GT | Diff. |
| 1.       | Kassel Huskies             | 6   | 5 | 0   | 0   | 1 | 15   | 46 | 11 | +35   |
| 2.       | Füchse Duisburg            | 6   | 4 | 0   | 0   | 2 | 12   | 30 | 14 | +16   |
| 3.       | Icefighters Leipzig        | 6   | 2 | 1   | 0   | 3 | 8    | 24 | 30 | −6    |
| 4.       | EHC Timmendorfer Strand 06 | 6   | 0 | 0   | 1   | 5 | 1    | 8  | 53 | −45   |

| Gruppe B | Gruppe B                | Gruppe B | Gruppe B | Gruppe B | Gruppe B | Gruppe B | Gruppe B | Gruppe B | Gruppe B | Gruppe B | Gruppe B |
| Pl.      | Mannschaft              | Sp.      | S        | OTS      | OTN      | N        | Pkt.     | T        | GT       | Diff.    |          |
| -------- | ----------------------- | -------- | -------- | -------- | -------- | -------- | -------- | -------- | -------- | -------- | -------- |
| 1.       | Rote Teufel Bad Nauheim | 6        | 5        | 0        | 0        | 1        | 15       | 27       | 8        | +19      |          |
| 2.       | Löwen Frankfurt         | 6        | 4        | 1        | 0        | 1        | 14       | 40       | 9        | +31      |          |
| 3.       | Saale Bulls Halle       | 6        | 2        | 0        | 1        | 3        | 7        | 19       | 27       | −8       |          |
| 4.       | Rostock Piranhas        | 6        | 0        | 0        | 0        | 6        | 0        | 14       | 56       | −42      |          |

Abkürzungen: Pl. = Tabellenplatz, Sp. = Spiele, S = Siege (3 Punkte), OTS = Siege nach Verlängerung oder Penaltyschießen (2 Punkte), OTN = Niederlagen nach Verlängerung oder Penaltyschießen (1 Punkt), N = Niederlagen (0 Punkte), Pkt. = Punkte, T = Tore, GT = Gegentore, Diff. = Tordifferenz.
Stand: 10. März 2013

## Oberliga Süd
Die Oberliga Süd umfasst das Gebiet Baden-Württemberg und Bayern und wird unter der Regie des DEB gespielt.

### Festlegung der Teilnehmer
Da keine Mannschaft aus der 2. Bundesliga sportlich in die Oberliga Süd abstieg, blieben die Erding Gladiators trotz sportlichen Abstiegs in der Spielklasse.
Dagegen zogen sich die Passau Black Hawks Ende Mai 2012 trotz sportlicher Qualifikation in die sechstklassige Bezirksliga zurück.
Aufsteiger aus der Regionalliga Süd-West ist der EHC Freiburg sowie aus der Bayerischen Eishockey-Liga Schweinfurt Mighty Dogs und Blue Devils Weiden.

### Modus
Die elf Teilnehmer spielen eine Doppelrunde vom 28. September 2012 bis zum 24. Februar 2013. Danach spielen die ersten acht in einer Best-of-Seven-Serie (Qualifikations-Playoffs) die vier Teilnehmer an der Aufstiegsrunde in die 2. Bundesliga aus. Die letzten drei Mannschaften spielen in einer Doppelrunde den sportlichen Absteiger in die Bayernliga aus.

### Vorrundentabelle
| Pl. | Mannschaft                  | Sp. | S  | OTS | OTN | N  | Pkt. | T   | GT  | Diff. |
| --- | --------------------------- | --- | -- | --- | --- | -- | ---- | --- | --- | ----- |
| 1.  | EC Peiting                  | 40  | 27 | 0   | 0   | 13 | 81   | 168 | 98  | +70   |
| 2.  | Selber Wölfe                | 40  | 22 | 4   | 2   | 12 | 76   | 145 | 110 | +35   |
| 3.  | Tölzer Löwen (M)            | 40  | 23 | 2   | 2   | 13 | 75   | 141 | 105 | +36   |
| 4.  | EV Regensburg               | 40  | 21 | 4   | 3   | 12 | 71   | 161 | 136 | +25   |
| 5.  | EHC Klostersee              | 40  | 18 | 3   | 2   | 17 | 62   | 156 | 123 | +33   |
| 6.  | EHC Freiburg (N)            | 40  | 16 | 4   | 4   | 16 | 60   | 128 | 141 | −13   |
| 7.  | EV Füssen                   | 40  | 15 | 2   | 2   | 21 | 51   | 157 | 178 | −21   |
| 8.  | Blue Devils Weiden (N)      | 40  | 15 | 0   | 5   | 20 | 50   | 117 | 151 | −34   |
| 9.  | Deggendorf Fire             | 40  | 11 | 7   | 3   | 19 | 50   | 140 | 175 | −35   |
| 10. | Schweinfurt Mighty Dogs (N) | 40  | 10 | 4   | 4   | 21 | 42   | 105 | 141 | −36   |
| 11. | Erding Gladiators           | 40  | 8  | 3   | 6   | 22 | 36   | 138 | 198 | −60   |

Abkürzungen: Pl. = Tabellenplatz, Sp. = Spiele, S = Siege (3 Punkte), OTS = Siege nach Verlängerung oder Penaltyschießen (2 Punkte), OTN = Niederlagen nach Verlängerung oder Penaltyschießen (1 Punkt), N = Niederlagen (0 Punkte), Pkt. = Punkte, T = Tore, GT = Gegentore, Diff. = Tordifferenz, N = Neuling (Aufsteiger).

### Qualifikations-Play-offs
|               |   |                    | Serie | 1   | 2   | 3         | 4   | 5    | 6    | 7   |
| ------------- | - | ------------------ | ----- | --- | --- | --------- | --- | ---- | ---- | --- |
| EC Peiting    | – | Blue Devils Weiden | 2:4   | 2:1 | 5:6 | 5:6V      | 6:1 | 3:5  | 3:4V | –   |
| Selber Wölfe  | – | EV Füssen          | 4:1   | 2:0 | 3:5 | 4:1       | 3:0 | 11:4 | –    | –   |
| Tölzer Löwen  | – | EHC Freiburg       | 4:3   | 2:3 | 5:1 | 6:0       | 3:9 | 7:3  | 4:5  | 7:2 |
| EV Regensburg | – | EHC Klostersee     | 0:4   | 0:1 | 3:5 | 1:2 n. V. | 3:8 | –    | –    | –   |

### Abstiegsrunde
| Pl. | Mannschaft                  | Sp. | S | OTS | OTN | N | Pkt. | T  | GT | Diff. |
| --- | --------------------------- | --- | - | --- | --- | - | ---- | -- | -- | ----- |
| 1.  |                             | 8   | 3 | 1   | 3   | 1 | 14   | 39 | 31 | +8    |
| 2.  | Schweinfurt Mighty Dogs (N) | 8   | 3 | 2   | 0   | 3 | 13   | 29 | 31 | −2    |
| 3.  | Erding Gladiators           | 8   | 2 | 1   | 0   | 4 | 9    | 26 | 32 | −6    |

## Aufstiegs-Play-offs
An den Aufstiegs-Play-offs nehmen die vier qualifizierten Mannschaften aus der Gruppe Süd und die vier qualifizierten Mannschaften aus der Endrunde der Nordgruppen gemäß folgender Tabelle teil.
| Pl. | Platzierung OL-Süd/OL-Endrunde | Mannschaft              |
| --- | ------------------------------ | ----------------------- |
| 1.  | 1. OLE-Gruppe A                | Kassel Huskies          |
| 2.  | 2. OL-Süd                      | Selber Wölfe            |
| 3.  | 1. OLE-Gruppe B                | Rote Teufel Bad Nauheim |
| 4.  | 3. OL-Süd                      | Tölzer Löwen (M)        |
| 5.  | 2. OLE-Gruppe B                | Löwen Frankfurt         |
| 6.  | 5. OL-Süd                      | EHC Klostersee          |
| 7.  | 2. OLE-Gruppe A                | Füchse Duisburg         |
| 8.  | 8. OL-Süd                      | Blue Devils Weiden      |

Im K.-o.-System wird ein Aufsteiger in die 2. Bundesliga nach dem Modus Best-of-five ermittelt.

### Viertelfinale
Die Spiele fanden am 15., 17., 19., 22. und 24. März statt.
|                         |   |                    | Serie | 1   | 2        | 3        | 4   | 5   |
| ----------------------- | - | ------------------ | ----- | --- | -------- | -------- | --- | --- |
| Kassel Huskies          | – | Blue Devils Weiden | 3:0   | 6:0 | 9:1      | 9:4      | –   | –   |
| Selber Wölfe            | – | Füchse Duisburg    | 3:2   | 1:3 | 3:0      | 1:2      | 5:3 | 2:1 |
| Rote Teufel Bad Nauheim | – | EHC Klostersee     | 3:0   | 3:1 | 4:3 n.P. | 6:5 n.V. | –   | –   |
| Tölzer Löwen            | – | Löwen Frankfurt    | 0:3   | 2:6 | 1:7      | 3:7      | –   | –   |

### Halbfinale
Die Spiele fanden am 28. und 30. März sowie am 1., 5. und 7. April statt. In beiden Vergleichen ging die Best-of-Five-Serie über alle fünf Spiele.
|                |   |                         | Serie | 1        | 2   | 3        | 4   | 5        |
| -------------- | - | ----------------------- | ----- | -------- | --- | -------- | --- | -------- |
| Kassel Huskies | – | Löwen Frankfurt         | 3:2   | 5:4 n.V. | 3:4 | 4:3 n.V. | 2:4 | 2:1 n.V. |
| Selber Wölfe   | – | Rote Teufel Bad Nauheim | 2:3   | 3:1      | 0:5 | 0:2      | 5:3 | 2:4      |

### Finale
Die Spiele der Finalserie fanden am 12., 14., 16., 19. und 21. April statt.
|                |   |                         | Serie | 1       | 2   | 3        | 4   | 5        |
| -------------- | - | ----------------------- | ----- | ------- | --- | -------- | --- | -------- |
| Kassel Huskies | – | Rote Teufel Bad Nauheim | 2:3   | 5:4 n.V | 1:4 | 3:2 n.V. | 3:4 | 2:3 n.V. |